# نسبة الرفع إلى السحب

الرفع والسحب هما مكونان من إجمالي القوة الديناميكية الهوائية التي تعمل على طائرة أو طائرة.

في الديناميكا الهوائية، نسبةالرفع إلى السحب (lift-to-drag ratio) أو "نسبة إل/دي" أ(L/D ratio) هي الرفع الناتجة عن جسم ديناميكي هوائي مثل مُنساب هوائي (aerofoil) أو طائرة، مقسومًا على السحب الديناميكي الهوائي الناتج عن الحركة عبر الهواء. يصف الكفاءة الديناميكية الهوائية في ظل ظروف طيران معينة. ستختلف نسبة (L/D) لأي جسم وفقًا لظروف الطيران هذه.
بالنسبة لجناح الطائرات أو الطائرات التي تعمل بالطاقة، يتم تحديد (L/D) عندما تكون في رحلة مستقيمة ومستوية. بالنسبة للطائرة الشراعية، تحدد نسبة الانحدار والمسافة المقطوعة مقابل فقدان الارتفاع.
يتم حساب المصطلح لأي سرعة جوية معينة عن طريق قياس قوة الرفع المتولدة، ثم القسمة على قوة السحب على تلك السرعة. تختلف هذه باختلاف السرعة، لذلك يتم رسم النتائج عادةً على رسم بياني ثنائي الأبعاد. في جميع الحالات تقريبًا، يشكل الرسم البياني شكل U، بسبب المكونين الرئيسيين للسحب. يمكن حساب (L/D) باستخدام ديناميكيات السوائل الحسابية أو محاكاة الكمبيوتر. يتم قياسه تجريبياً عن طريق الاختبار في نفق هوائي أو في اختبار طيران مجاني.
تتأثر نسبة (L/D) بكل من السحب النموذجي للجسم والسحب المستحث المرتبط بتكوين قوة الرفع. يعتمد بشكل أساسي على معاملي الرفع والسحب، وزاوية الهجوم على تدفق الهواء ونسبة أبعاد الجناح.
تتناسب نسبة (L/D) عكسًا مع الطاقة المطلوبة لمسار طيران معين، بحيث تتطلب مضاعفة نسبة (L/D) نصف الطاقة فقط لنفس المسافة المقطوعة. يؤدي هذا مباشرة إلى الاقتصاد في استهلاك الوقود بشكل أفضل.

## الرفع والسحب

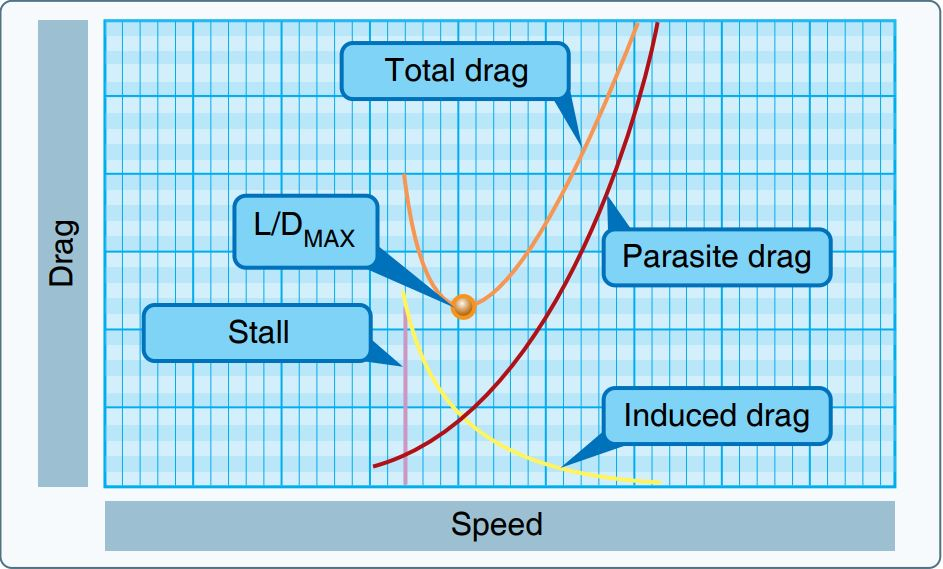
السحب مقابل السرعة. يحدث L/DMAX عند الحد الأدنى من إجمالي السحب (على سبيل المثال طفيل محرض)

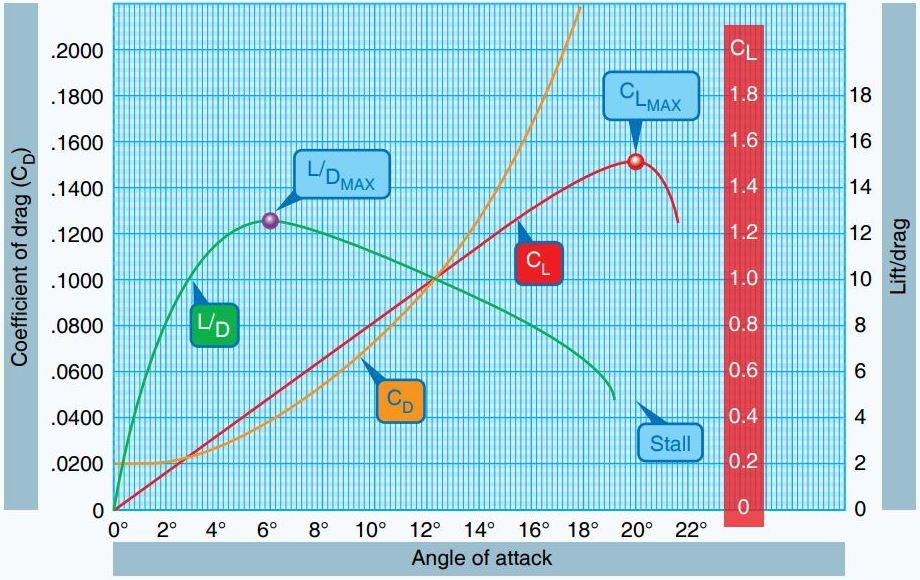
معاملات السحب C_{D} والرفع C_{L} مقابل زاوية الهجوم.

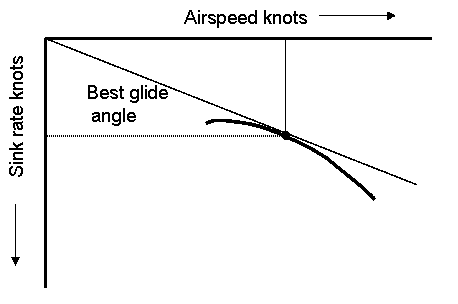
منحنى قطبي يوضح زاوية الانزلاق للحصول على أفضل سرعة انزلاق (أفضل L/D). إنها أفلح زاوية انحدار ممكنة من خلال الهواء الهادئ، مما يزيد من المسافة المقطوعة. هذه السرعة الجوية (الخط العمودي) تقابل نقطة الظل لخط يبدأ من أصل الرسم البياني. طائرة شراعية تحلق بشكل أسرع أو أبطأ من هذه السرعة الجوية ستقطع مسافة أقل قبل الهبوط.

يتم إنشاء الرفع عندما ينتقل جسم غير متماثل عبر سائل لزج مثل الهواء. عادةً ما يتم تقديم عدم تناسق الطائرة الهوائية عن طريق تصميم حدبة داخلية و/أو ضبطها بزاوية هجوم على تدفق الهواء. ثم يزيد المصعد بمقدار مربع السرعة الجوية.
عندما يولد جسم ديناميكي هوائي قوة رفع، فإن هذا يؤدي أيضًا إلى حدوث سحب محرض أو ناتج عن الرفع. عند السرعات المنخفضة، يجب أن تولد الطائرة قوة رفع بزاوية هجوم أعلى، مما يؤدي إلى زيادة السحب المستحث. يسيطر هذا المصطلح على جانب السرعة المنخفضة من الرسم البياني للرفع مقابل السرعة.

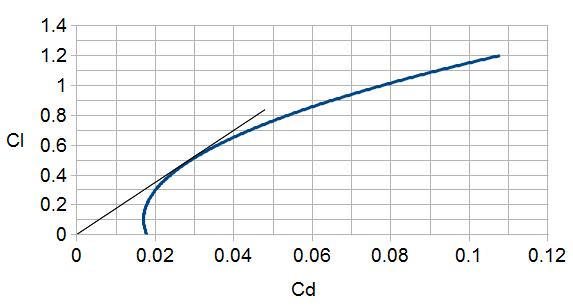
منحنى السحب للطائرات الخفيفة. الظل يعطي أقصى نقطة

ينتج سحب الشكل عن حركة الجسم عبر الهواء. هذا النوع من السحب، المعروف أيضًا باسم مقاومة الهواء أو السحب الجانبي يختلف باختلاف مربع السرعة (انظر معادلة السحب ). لهذا السبب يكون السحب الجانبي أكثر وضوحًا عند السرعات العالية، مما يشكل الجانب الأيمن من شكل حرف (U) الخاص بالرسم البياني للرفع / السرعة. يتم تقليل سحب الملف الشخصي بشكل أساسي عن طريق تبسيط وتقليل المقطع العرضي.
وبالتالي، يتكون السحب الكلي لأي جسم ديناميكي هوائي من مكونين، السحب المستحث والسحب النموذجي.

### معاملات الرفع والسحب
تسمى معدلات تغير الرفع والسحب بزاوية الهجوم (AoA) على التوالي معاملي الرفع والسحب C L و C D. غالبًا ما يتم رسم النسبة المتغيرة للرفع إلى السحب باستخدام AoA من حيث هذه المعاملات.
تختلف اتفاقية الزراعة باختلاف السرعة لأي قيمة معينة للمصعد. يشار إلى الرسوم البيانية لـ C L و C D مقابل السرعة على أنها منحنيات سحب. تظهر السرعة تتزايد من اليسار إلى اليمين. يتم تحديد نسبة الرفع / السحب من خلال المنحدر من نقطة الأصل إلى نقطة ما على المنحنى وبالتالي لا تحدث نسبة (L/D) القصوى عند أقل نقطة سحب، وهي أقصى نقطة يسارًا. بدلا من ذلك يحدث بسرعة أكبر قليلا. عادةً ما يختار المصممون تصميم الجناح الذي ينتج ذروة (L/D) عند سرعة الإبحار المختارة للطائرة ذات الأجنحة الثابتة المزودة بالطاقة، وبالتالي تحقيق أقصى قدر من التوفير. مثل كل الأشياء في هندسة الطيران، فإن نسبة الرفع إلى السحب ليست الاعتبار الوحيد لتصميم الجناح. الأداء في زاوية عالية من الهجوم والمماطلة اللطيفة مهمان أيضًا.

## نسبة الانزلاق
نظرًا لأن جسم الطائرة وأسطح التحكم ستضيف أيضًا سحبًا وربما بعض الرفع، فمن الإنصاف اعتبار (L/D) للطائرة ككل. كما اتضح، فإن نسبة الانحدار، وهي نسبة الحركة الأمامية للطائرة (غير المزودة بالطاقة) إلى هبوطها، (عند الطيران بسرعة ثابتة) تساوي عدديًا (L/D) للطائرة. هذا مهم بشكل خاص في تصميم وتشغيل الطائرات الشراعية عالية الأداء، والتي يمكن أن تحتوي على نسب انزلاق تقارب 60 إلى 1 (60 وحدة مسافة للأمام لكل وحدة هبوط) في أفضل الحالات، ولكن مع أداء جيد بنسبة 30: 1 للاستخدام الترفيهي العام. يتطلب تحقيق أفضل (L/D) للطائرة الشراعية من الناحية العملية تحكمًا دقيقًا في سرعة الهواء وتشغيلًا سلسًا ومقيّدًا لعناصر التحكم لتقليل السحب من أسطح التحكم المنحرفة. في ظروف الرياح الصفرية، فإن (L/D) سوف تساوي المسافة المقطوعة مقسومة على الارتفاع المفقود. يتطلب تحقيق أقصى مسافة للارتفاع المفقود في ظروف الرياح مزيدًا من التعديل لأفضل سرعة جوية، كما هو الحال مع التناوب والتبديل الحراري. لتحقيق سرعة عالية في جميع أنحاء البلاد، غالبًا ما يقوم طيارو الطائرات الشراعية الذين يتوقعون درجات حرارة عالية بتحميل طائراتهم الشراعية (الطائرات الشراعية) بالثقل المائي: زيادة تحميل الجناح تعني نسبة انزلاق مثالية عند سرعة جوية أكبر، ولكن على حساب التسلق ببطء أكثر في درجات الحرارة. كما هو مذكور أدناه، لا يعتمد الحد الأقصى L/D على الوزن أو تحميل الجناح، ولكن مع زيادة تحميل الجناح، يحدث الحد الأقصى L/D عند سرعة جوية أسرع. أيضًا، تعني السرعة الجوية الأسرع أن الطائرة ستطير برقم رينولدز أكبر وهذا عادة ما يؤدي إلى انخفاض معامل سحب الرفع الصفري.

## نظرية

### دون سرعة الصوت
رياضياً، يمكن تقدير الحد الأقصى لنسبة الرفع إلى السحب على النحو التالي:
{\displaystyle (L/D)_{\max }={\frac {1}{2}}{\sqrt {\frac {\pi \varepsilon AR}{C_{D,0}}}},} 
حيث AR هي نسبة العرض إلى الارتفاع، {\displaystyle \varepsilon } عامل كفاءة الامتداد، وهو رقم أقل من الوحدة ولكنه قريب من الوحدة للأجنحة الطويلة المستقيمة الحواف، و {\displaystyle C_{D,0}} معامل سحب الرافعة الصفرية.
الأهم من ذلك، أن الحد الأقصى لنسبة الرفع إلى السحب مستقل عن وزن الطائرة أو مساحة الجناح أو حمولة الجناح.
يمكن إثبات أن اثنين من المحركات الرئيسية لأقصى نسبة رفع إلى السحب لطائرة ذات جناح ثابت هما جناحيها وإجمالي المساحة المبللة. إحدى الطرق لتقدير معامل سحب الرفع الصفري للطائرة هي طريقة احتكاك الجلد المكافئة. بالنسبة للطائرة المصممة جيدًا، يتكون السحب بدون رفع (أو سحب الطفيليات) في الغالب من مقاومة احتكاك الجلد بالإضافة إلى نسبة صغيرة من مقاومة الضغط الناتجة عن فصل التدفق. تستخدم الطريقة المعادلة:
{\displaystyle C_{D,0}=C_{\text{fe}}{\frac {S_{\text{wet}}}{S_{\text{ref}}}},} 
أين {\displaystyle C_{\text{fe}}} هو مكافئ معامل احتكاك الجلد، {\displaystyle S_{\text{wet}}} هي المنطقة المبللة و {\displaystyle S_{\text{ref}}} هي منطقة مرجعية الجناح. يمثل معامل احتكاك الجلد المكافئ كلا من سحب الفصل وسحب احتكاك الجلد وهو قيمة متسقة إلى حد ما لأنواع الطائرات من نفس الفئة. استبدال هذا في المعادلة للحصول على أقصى نسبة رفع إلى السحب، جنبًا إلى جنب مع معادلة نسبة العرض إلى الارتفاع ( {\displaystyle b^{2}/S_{\text{ref}}} )، ينتج عنها المعادلة:
{\displaystyle (L/D)_{\max }={\frac {1}{2}}{\sqrt {{\frac {\pi \varepsilon }{C_{\text{fe}}}}{\frac {b^{2}}{S_{\text{wet}}}}}}}
أين ب هو جناحيها. المصطلح {\displaystyle b^{2}/S_{\text{wet}}} يُعرف باسم نسبة العرض إلى الارتفاع المبللة. توضح المعادلة أهمية نسبة العرض إلى الارتفاع المبللة في تحقيق تصميم ديناميكي هوائي فعال.

### أسرع من الصوت
عند السرعات العالية جدًا، تميل نسب الرفع إلى السحب إلى الانخفاض. كان للكونكورد نسبة رفع / سحب تبلغ حوالي 7 على 2 ماخ، في حين أن 747 تبلغ حوالي 17 عند حوالي ماخ 0.85.
طور ديتريش كوتشمان علاقة تجريبية للتنبؤ بنسبة L/D لماخ عالي:
{\displaystyle L/D_{\max }={\frac {4(M+3)}{M}}}
حيث M هو رقم ماخ. أظهرت اختبارات نفق الرياح أن هذا دقيق تقريبًا.

## أمثلة على نسب L/D
- عصفور دوري: 4:1
- نورس فضي 10:1
- خرشنة مألوفة 12:1
- قطرس 20:1
- رايت فلاير 8.3:1
- بوينغ 747 في العبور 17.7:1.[9]
- إيرباص إيه 380 في العبور 20:1[10]

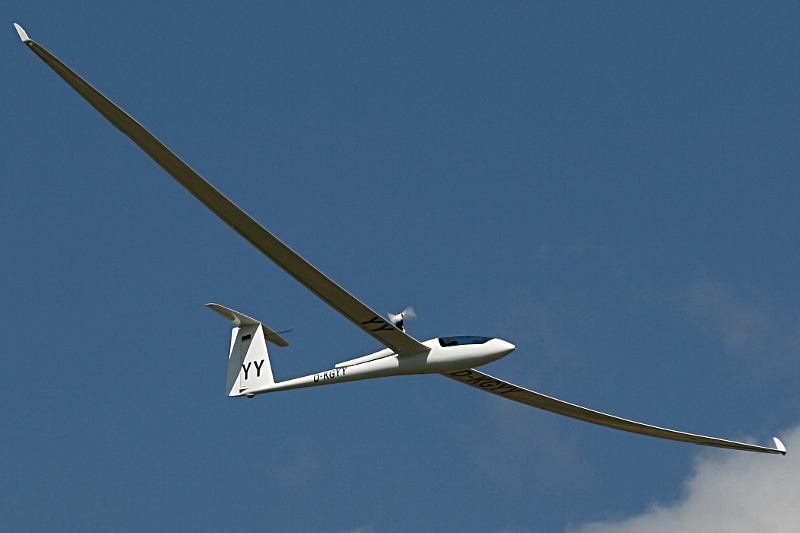
يتمتع eta بأفضل نسبة انحدار للطائرة الشراعية

- كونكورد at takeoff and landing 4:1, increasing to 12:1 at Mach 0.95 and 7.5:1 at Mach 2[11]
- مروحية at 100 عقدة (190 كم/س) 4.5:1[12]
- سيسنا 172 gliding 10.9:1[13]
- Cruising لوكهيد يو-2 25.6:1[14]
- روتان فوياجر 27:1
- Virgin Atlantic GlobalFlyer 37:1[15]

| طائرة نفاثة | رحلة بحرية L/D. | الرحلة الأولى  |
| ----------- | --------------- | -------------- |
| L1011-100   | 14.5            | 16 نوفمبر 1970 |
| DC-10-40    | 13.8            | 29 أغسطس 1970  |
| A300-600    | 15.2            | 28 أكتوبر 1972 |
| MD-11       | 16.1            | 10 يناير 1990  |
| B767-200ER  | 16.1            | 26 سبتمبر 1981 |
| A310- 300   | 15.3            | 3 أبريل 1982   |
| B747-200    | 15.3            | 9 فبراير 1969  |
| B747-400    | 15.5            | 29 أبريل 1988  |
| B757-200    | 15.0            | 19 فبراير 1982 |
| A320-200    | 16.3            | 22 فبراير 1987 |
| A310-300    | 18.1            | 2 نوفمبر 1992  |
| A340-200    | 19.2            | 1 أبريل 1992   |
| A340-300    | 19.1            | 25 أكتوبر 1991 |
| B777-200    | 19.3            | 12 يونيو 1994  |

## روابط خارجية
- حاسبة نسبة الرفع إلى السحب

قالب:Maglev
1. ↑  Cessna Skyhawk II Performance Assessment http://temporal.com.au/c172.pdf نسخة محفوظة 2022-03-05 على موقع واي باك مشين.